# Bet Nechemja
Bet Nechemja (hebr. בית נחמיה) – moszaw położony w samorządzie regionu Chewel Modi’in, w Dystrykcie Centralnym, w Izraelu.
Leży w Szefeli, w otoczeniu miasteczka Szoham, oraz moszawów Chadid i Kefar Truman. Na zachód i południowy wschód od moszawu znajduje się baza logistyczna Towala Sił Obronnych Izraela. Na wschód od moszawu znajduje się granica Autonomii Palestyńskiej, strzeżona przez mur bezpieczeństwa.

## Historia
Pierwotnie znajdowała się tutaj arabska wioska Bajt Nabala (arab. بيت نبالا).
29 listopada 1947 roku Zgromadzenie Ogólne Organizacji Narodów Zjednoczonych przyjęło Rezolucję nr 181 o utworzeniu w Palestynie dwóch państw: żydowskiego i arabskiego. Zgodnie z rezolucją wioska Bajt Nabala miała znaleźć się w państwie arabskim.
Podczas wojny domowej w Mandacie Palestyny w pobliżu wioski doszło do masakry. W dniu 14 grudnia 1947 Legion Arabski rozbił żydowski konwój jadący z Petach Tikwa do moszawu Ben Szemen. W masakrze zginęło 14 Żydów, a 10 zostało rannych. Dodatkowo rannych zostało także 2 brytyjskich żołnierzy. Jordańscy żołnierze twierdzili, że do ataku na konwój doszło, ponieważ jeden z Żydów z konwoju rzucił wcześniejszej nocy granat w obóz Legionu Arabskiego. Masakra przy Bet Nechemji jest pierwszym potwierdzonym przypadkiem bezpośredniego zaangażowania się Legionu Arabskiego w wojnę domową w Mandacie Palestyny.
Podczas dalszych walk, wioska została opuszczona przez arabskich mieszkańców i 13 maja 1948 zajęta przez żydowskie oddziały Hagany. Podczas wojny o niepodległość w trakcie operacji „Danny” wioska została całkowicie zniszczona (13 września 1948).
Współczesny moszaw został założony w 1950 przez żydowskich imigrantów z Iranu. Nazwano go na cześć Nehemiasza, żydowskiego filantropa, który ofiarował pieniądze pod zakup ziemi dla moszawu.

## Kultura i sport
W moszawie jest ośrodek kultury oraz boisko do piłki nożnej.

## Gospodarka
Gospodarka moszawu opiera się na rolnictwie i sadownictwie.
W moszawie znajduje się centrum Agencji Żydowskiej i ośrodek zajmujący się rozsadzaniem drzew. W tutejszym laboratorium selekcjonuje się nasiona, z których hoduje się szczepki nowych drzew.

## Komunikacja
Wzdłuż wschodniej granicy moszawu przebiega autostrada nr 6, brak jednak możliwości bezpośredniego wjazdu na nią. Z moszawu wyjeżdża się na zachód na drogę nr 444 , którą jadąc na południe dojeżdża się do dużego węzła drogowego autostrady nr 1  (Tel Awiw-Jerozolima), autostrady nr 6 i drogi nr 443 , lub jadąc na północ dojeżdża się do miejscowości Szoham. Z północnej części moszawu można także wyjechać na drogę nr 453 , którą jedzie się na zachód do bazy wojskowej Towala oraz moszawu Kefar Truman.